# BABY BABY BABY! -ベイビィ ベイビィ ベイビィ-
『BABY BABY BABY! -ベイビィ ベイビィ ベイビィ-』は、2009年5月23日公開の日本映画。
フジテレビのドラマ『ナースのお仕事』のキャスト・スタッフで制作された出産コメディ映画。

## あらすじ
大手出版社の旅行雑誌編集者として働く30代未婚の佐々木陽子。ベトナム取材旅行中に酒の勢いでフリーカメラマンと関係を持ち、想定外の妊娠をしてしまう。仕事と出産の選択に迫られ産むことを決意する。

## キャスト
- 佐々木陽子：観月ありさ
- 大野春江：松下由樹
- 工藤哲也：谷原章介
- 佐伯レイナ：神田うの
- 日比野康子：伊藤かずえ
- 次郎ちゃん：岡田浩暉
- 井上真由美：野波麻帆
- 塚田編集長：佐渡稔
- ミカ：山本ひかる
- 勇治：忍成修吾
- 高原：藤木直人
- 平塚みさお：斉藤由貴
- 平塚サエ：吉行和子
- 日比野武夫：大西武志
- 与田：森下能幸
- 井上俊明：内田健介
- 真理：MEGUMI
- 加奈子：春日井静奈
- 桜井：一戸奈美
- 安藤：猫田直
- 滝川：堀有里
- 救急隊員：田中要次

## スタッフ
- 監督・脚本：両沢和幸
- 企画：中曽根千治、清水賢治、石原隆
- プロデューサー：大賀文子、川田亮、瀬田裕幸
- 音楽：鴨宮諒
- 撮影：上野彰吾（J.S.C.）
- 照明：赤津淳一
- 美術：柳川和央
- 録音：室薗剛
- 編集：星野晃
- スクリプター：松隈理恵
- 助監督：阿部雅和
- 製作担当：曽根晋、山崎朝之
- 製作プロダクション：東映東京撮影所、ダブルス
- 制作：東映・フジテレビジョン・木下工務店・東映ビデオ・ダブルス
- 配給：東映